# Héctor Quesada (judoka)
Héctor Quesada (28 de abril de 1948) es un deportista puertorriqueño que compitió en judo. Ganó una medalla de bronce en el Campeonato Panamericano de Judo de 1968 en la categoría de –63 kg.

## Palmarés internacional
| Campeonato Panamericano | Campeonato Panamericano | Campeonato Panamericano | Campeonato Panamericano |
| Año                     | Lugar                   | Medalla                 | Categoría               |
| ----------------------- | ----------------------- | ----------------------- | ----------------------- |
| 1968                    | San Juan (Puerto Rico)  | Medalla de bronce       | –63 kg                  |